# Percy Kemp
Pour les articles homonymes, voir Kemp.
Percy Kemp est un écrivain de nationalité britannique écrivant en français, né à Beyrouth le 20 juillet 1952 , de père britannique et de mère libanaise.
Il est par ailleurs consultant pour une société spécialisée dans le renseignement stratégique, Middle East Tactical Studies.
Souvent célébrés comme dignes héritiers des ouvrages de John le Carré ou de Graham Greene, ses romans d'espionnage évoquent également – la causticité britannique et l'environnement arabe en sus – la prose, comme les intrigues complexes, réalistes et cyniques, de Vladimir Volkoff. Il est aussi le cofondateur (avec Véronique Anger) du cercle littéraire Caron.

## Éléments biographiques

### Enfance et formation
De langues maternelles (ou, plus précisément, maternelle et paternelle) arabe et anglaise, Percy Kemp a, comme nombre de Beyrouthins, fréquenté une école française. Son trilinguisme, de même que sa triple socialisation primaire, sont d'ailleurs très perceptibles dans ses romans.
Son père a été assassiné durant la guerre civile libanaise.
De l'aveu de l'auteur, le français lui aurait permis d'éviter la dichotomie propre aux biculturels (en l'occurrence britannique et arabe), laquelle est parfois mal vécue.
Percy Kemp a poursuivi des études d'histoire à Oxford, à la School of Oriental and African Studies (Université de Londres) puis à la Sorbonne. Il est titulaire d'un doctorat de 3e cycle.

### Vie de famille
Percy Kemp est marié à une Moldave, parlant le russe, le roumain et le français. Selon les remerciements figurant à la fin de son roman Le Muezzin de Kit Kat, son épouse se prénomme Veronica.

## Univers romanesque

### Harry Boone
Harry Boone, héros irlandais des romans Le Système Boone et Le Muezzin de Kit Kat, qui se déroulent respectivement à Beyrouth et au Caire, est un ancien enseignant reconverti dans l'espionnage. Employé par le « Club-House », un petit bureau des Services secrets britanniques peu ou prou concurrent du MI6 (et qui aspire à appréhender les « flux », alors que son grand frère se préoccuperait principalement des « structures »), Harry Boone tente, en vain, de se ménager une paisible vie d'officier traitant à l'abri des tumultes géopolitiques qui risquent naturellement de contrarier sa tranquillité méditerranéenne.
Jouisseur, Harry Boone ne verse pas dans les travers idéologiques et carriéristes qui caractérisent la grande majorité de ses interlocuteurs (sources, employeurs, représentants des services « amis », etc.). Son détachement à l'égard des valeurs et des grands enjeux géostratégiques qui gouvernent son univers professionnel le dotent, en dépit des apparences, d'une grande capacité d'analyse. Celle-ci lui permet de ne pas se laisser totalement emporter par les conséquences funestes des diverses opérations de désinformation et de manipulation, souvent sous « faux pavillon », dans lesquelles il se trouve impliqué sans en maîtriser ni en assumer les objectifs.

### Romans

#### Série Harry Boone
- Le Système Boone, Albin Michel, 2002,  (ISBN 9782226132970)
- Le Muezzin de Kit Kat, Albin Michel, 2004,  (ISBN 9782253116615)
- Le Grand Jeu, Le Seuil, 2016,  (ISBN 9782021305975)
- Les Cinq Sœurs, Éditions du Seuil, 2023

#### Autres
- Musc, Albin Michel, 2000,  (ISBN 9782226117274)
- Moore le Maure, Albin Michel, 2001,  (ISBN 9782226127129)
- Et le coucou, dans l'arbre, se rit de l'époux, Albin Michel, 2005,  (ISBN 9782226167217)
- Le Vrai Cul du diable, Le Cherche midi, 2009,  (ISBN 9782749113593)
- Noon Moon, Le Seuil, 2010,  (ISBN 9782020988322)[3]
- La Promesse d'Hector, Les Belles Lettres, 2018, (ISBN 9782251448053)

### Essais
- Territoires d'Islam : Le Monde vu de Mossoul au XVIIIe siècle, La Bibliothèque arabe, ed. Sinbad, 1982.
- Avec André Miquel : Majnûn et Laylâ L'Amour Fou, La Bibliothèque arabe, ed. Sinbad, 1984.
- Le Prince, Le Seuil, 2013,  (ISBN 9782021098860).

### Articles
- "La Cité-État, Beyrouth entre deux formes de résistance", in Esprit, mai-juin 1983.
- "Le battant et le joueur : Saddam Hussein et Hafez el-Assad", in Esprit, juin 1991.
- "La nouvelle Rome et ses Carthage (Entretien)", in Esprit, août 2002.
- "Turquie: un destin asiatique ?" in Le Nouvel Observateur, 12 décembre 2002.
- "Un espion naïf et sentimental. Portrait de John le Carré", in Esprit, mai 2003.
- "Terroristes, ou anges vengeurs ?", in Esprit, mai 2004.
- "De la démocratie libérale à la démocratie populaire", in Les Di@logues Stratégiques no 51, février 2005.
- "La guerre contre le terrorisme ou l'Iliade revisitée", in Les Di@logues Stratégiques no 59, 10 juillet 2005.
- "Liban S.A", in L'Orient-Le Jour, 25 janvier 2007.
- "Au Proche-Orient, les idées sont homicides", in Le Figaro, 15 octobre 2007.